# Sarah Reid
Sarah Reid (* 2. Juni 1987 in Calgary) ist eine kanadische Skeletonpilotin.
Sarah Reid lebt in Calgary und wird von Willi Schneider, Nathan Cicoria und Mike Steen trainiert. Sie betreibt Skeleton seit 2003, nachdem sie in einem Talentcamp entdeckt wurde, und gehört seit 2005 zum Nationalkader Kanadas. Im Dezember 2003 debütierte sie im Rahmen von America’s-Cup-Rennen in Park City (14. und 17.) bei internationalen Skeleton-Wettbewerben. Zwei Jahre später wurde sie Dritte der Gesamtwertung des Wettbewerbs. Zudem trat sie in mehreren Rennen des Skeleton-Europacups an. In der folgenden Saison belegte sie auch bei diesem Wettbewerb den dritten Rang in der Gesamtwertung. In Königssee gewann sie eines der Europacup-Rennen. Im Januar 2007 debütierte Reid in Nagano im Skeleton-Weltcup. Schon in ihrem ersten Rennen wurde sie Vierte. Im Dezember 2007 wurde Reid im neu begründeten Skeleton-Intercontinentalcup Dritte in Winterberg. Bei den Junioren-Weltmeisterschaften in Igls gewann die Kanadierin den Titel und wurde kurz darauf bei der Skeleton-Weltmeisterschaft 2008 in Altenberg Achte. In der Saison 2008/09 startete Reid regelmäßig im Weltcup, erreichte aber nur einmal in Altenberg mit Platz acht eine einstellige Platzierung. 2009/10 kam sie vorrangig im Skeleton-Interkontinentalcup zum Einsatz. In Lake Placid gewann sie eines der Saisonrennen, zudem ein Rennen in St. Moritz im Europacup. Bei den Juniorenweltmeisterschaften 2010 wurde Reid hinter Tina Hermann Vizeweltmeisterin. Bei den Olympischen Spielen in Vancouver kam Reid als Vorläuferin zum Einsatz.